# Maria Dolors Miró

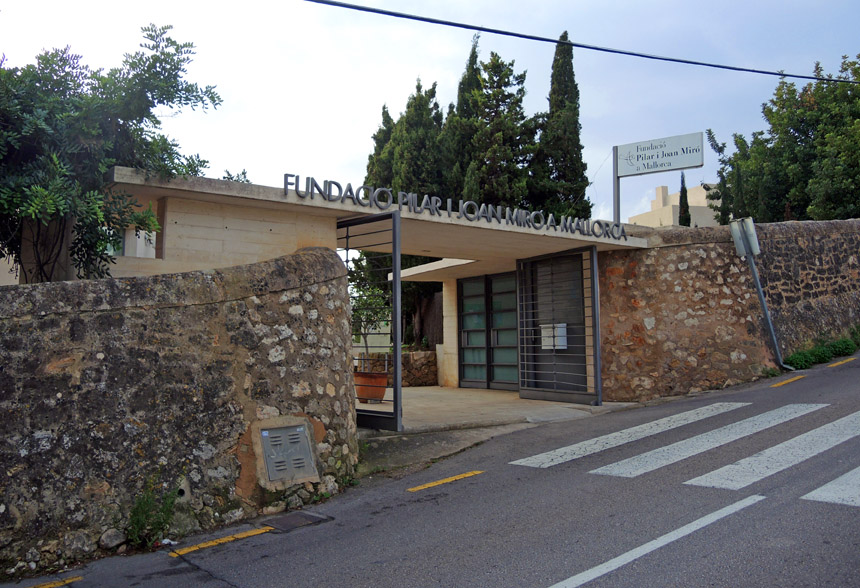
Fundació Pilar i Joan Miró Palma de Mallorca

Maria Dolors Miró Juncosa (* 17. Juli 1930 in Barcelona; † 26. Dezember 2004 in Palma) war eine spanische Kunstförderin und Ehrenvorsitzende der Miró-Stiftungen.
Maria Dolors Miró Juncosa war die einzige Tochter des katalanischen Malers Joan Miró (1893–1983). Sie stammt aus der im Oktober 1929 mit Pilar Juncosa Iglesias (1904–1995) geschlossenen Ehe des Künstlers.
Sie hatte zwei Söhne mit David Fernández (1926–1964): David (1955–1991, beigesetzt auf dem Friedhof von Montjuïc in Barcelona neben den Großeltern) und Emilio (1958–2012).
Miró Juncosa war weit über Spanien hinaus bekannt für ihr Fachwissen. Zeit ihres Lebens widmete sie sich in Barcelona und Palma dem Werk ihres Vaters. 1981 hatte Joan Miró seine Stiftung „Fundació Pilar i Joan Miró a Mallorca“ gegründet. Nach dem Tod ihrer Mutter 1995 übernahm Maria Dolors Miró Juncosa den Ehrenvorsitz dieser Stiftung. Sie förderte aktiv spanische Nachwuchskünstler, indem sie ihnen im Rahmen der Stiftung ein Kunstzentrum mit internationaler Ausrichtung zur Verfügung stellte. Das Zentrum ist heute ein beliebter Treffpunkt aller Schriftsteller, Künstler und Musiker.
Maria Dolors Miró Juncosa glich in ihrem Wesen sehr stark ihrem Vater. Sie war wie er sehr zurückhaltend. Ende Dezember 2004 starb sie in Palma de Mallorca im Alter von 74 Jahren an einem Herzinfarkt. Wenige Tage zuvor hatte sie sich nach einem Sturz einer Hüftoperation unterzogen. Sie wurde an der Seite von Joan Miró und ihrer Mutter Pilar Juncosa auf dem Friedhof von Montjuïc in Barcelona beigesetzt.